# 소피 대처
소피 대처(Sophie Thatcher, 2000년 10월 18일 ~ )는 미국의 배우이다.
쇼타임의 심리 호러 스릴러 드라마 시리즈인 <옐로우재킷>(2021년-현재)으로 가장 잘 알려져 있으며 또한 <북 오브 보바 펫>(2022년)에도 출연하였다. 2018년 SF 영화인 <프로스펙트>로 영화 데뷔했으며, 연극 무대에서도 활동하며 <올리버!>, <수시컬>, <안네 프랑크의 일기>, <비밀의 정원> 등에서 연기했다.

## 어린 시절
일리노이주 시카고 근교에서 자랐으며 에반스톤 타운쉽 고등학교를 나왔다. 그녀의 가족은 몰몬교도이나 소피 대처 자신은 더 이상 종교를 갖고 있지 않다고 한다. 남자 형제 한 명과 언니, 그리고 엘리라는 쌍둥이 자매가 있다. 어려서부터 노래 부르기를 좋아하여 교회 성가대를 하였고 어머니는 교회에서 피아노 반주를 했다. 네 살 때부터 연기를 시작했다. 뮤지컬을 위해 공연예술학교에 다녔으며 카메라 앞에 서는 경험을 해보면서 노래보다는 연기 쪽을 추구하게 된다.

## 경력

### 2016년-현재: 초기 시절과 스타로의 발돋움
소피 대처는 경찰 드라마 시리즈 <시카고 P.D.>(2016년)에서 단역으로 시작하여 같은 해 폭스의 초자연적 호러 TV 시리즈 <엑소시스트>에서 주인공의 어린 시절을 연기했다.
2018년에 SF 영화 <프로스펙트>에 페드로 파스칼과 함께 출연하면서 영화에 데뷔했다. 외계 행성의 독성이 가득한 숲에서 보석을 채굴하는 계약을 맺은 십대 소녀와 아버지의 이야기로 소피 대처는 대부분 호평을 받았으며 버라이어티의 피터 데브뤼헤는 그녀의 역역에 대해 "거의 전적으로 소피 대처가 만들어 낸 인물이다"라며 "신선한 얼굴로 등장한 그녀는 평범한 십대처럼 보이지만 영화에서 가장 터프한 캐릭터다"라고 평했다.
이듬해 그녀는 노블 존슨의 감독 데뷔작인 <투모로우 맨>에 출연했고 비슷한 시기에 드라마 시리즈 <옐로우재킷>의 나탈리역에 발탁되었다. 제작자인 바트 니커슨은 "자유분방하고 톡특하며 거친 면과 취약성을 동시에 연기할 수 있는 사람"을 찾았다고 한다. 대부분의 오디션이 대면으로 진행되었는데 대처는 비디오를 찍어 제출했고 나탈리의 성인 역인 줄리엣 루이스보다 먼저 캐스팅되었다. 파일럿 에피소드가 9월에 승인되었고 2019년 11월에 로스앤젤레스에서 촬영했다.
2020년 소피 대처는 리베카 토머스 감독의 <웬 더 스트릿 라이츠 고 온>이라는 짪은 형태의 스트리밍 시리즈에 출연했고 퀴비를 통해 4월 6일 방영이 시작됐다. 11월에 대처가 만달로리안 프렌차이즈에 합류할 거라는 소문이 있었는데 어떤 시리즈인지는 알려지지 않았다. 12월에 쇼타임에서 <옐로우재킷> 시리즈가 시작되었다.
<옐로우재킷>은 시작되자 마자 극찬을 받았으며 쇼타임 시리즈 사상 <덱스터: 뉴 블러드>에 이어 가장 많이 스트리밍된 시리즈로 등극했다. 그리고 몇 달 간의 소문 끝에 소피 대처는 만달로리안 프렌차이즈인 <북 오브 보바 펫>에 보바 펫을 위해 일하는 사이보그 그룹의 리더인 드리시 역으로 출연이 확정되었다. 스티븐 킹의 단편소설을 원으로 한 호러 영화 <부기맨>에 크리스 메시나와 데이비드 더스트몰치언과 함께 출연하였고 2023년 2월에 개봉되었다.
2023년 6월, 대처는 잭 퀘이드, 루카스 게이와 함께 SF 스릴러인 <컴패니언>에 캐스팅되었다. 감독은 드루 핸콕이고 잭 크레거가 제작을 맡았다.

## 사생활
소피 대처는 뉴욕과 로스앤젤레스 셔먼오크스에 살다가 현재 로스앤젤레스의 실버 레이크에 남자친구 어스틴 파인스타인과 거주하고 있다.

## 출연작

### 영화
| 년도   | 제목        | 배역        |          |
| ------ | ----------- | ----------- | -------- |
| 2018년 | 프로스펙트  | 씨          |          |
| 2019년 | 투머로우 맨 | 지니        |          |
| 2022년 | 블링크      | 매리        | 단편영화 |
| 2023년 | 부기맨      | 세이디 하퍼 |          |
| 2024년 | 헤레틱      | 반즈 자매   |          |
| 2025년 | 컴패니언    | 아이리스    |          |

### TV
| 년도        | 제목                       | 배역            |                                          |
| ----------- | -------------------------- | --------------- | ---------------------------------------- |
| 2016년      | 시카고 P.D.                | 캐롤린 클리포드 | 에피소드: "Knocked the Family Right Out" |
| 2016년      | 엑소시스트                 | 어린 리건       | 2 에피소드                               |
| 2018년      | 시카고 메드                | 뎁              | 4 에피소드                               |
| 2020년      | 웬 더 스트리트라이트 고 온 | 베키 먼로       | 주연 (10 에피소드)                       |
| 2021년-현재 | 옐로우재킷                 | 어린 나탈리     | 주연 (10 에피소드)                       |
| 2022년      | 북 오브 보바 펫            | 드래시          | 3 에피소드                               |

### 뮤직비디오
| 년도   | 곡                   | 아티스트   |
| ------ | -------------------- | ---------- |
| 2022년 | "Harness Your Hopes" | 페이브먼트 |